# Olympische Jugend-Sommerspiele 2010/Teilnehmer (Ecuador)
| Gelbes Symbol für Goldmedaillen mit stilisierten Olympischen Ringen | Graues Symbol für Silbermedaillen mit stilisierten Olympischen Ringen | Braundes Symbol für Bronzemedaillen mit stilisierten Olympischen Ringen |
| ------------------------------------------------------------------- | --------------------------------------------------------------------- | ----------------------------------------------------------------------- |
| —                                                                   | 1                                                                     | —                                                                       |

Die Jugend-Olympiamannschaft aus Ecuador für die I. Olympischen Jugend-Sommerspiele vom 14. bis 26. August 2010 in Singapur bestand aus 14 Athleten.

## Medaillengewinner
Mit einer gewonnenen Silbermedaille belegte das Team Ecuadors Platz 75 im Medaillenspiegel.

### Silber
- Óscar Villavicencio, Leichtathletik: Gehen, 10 Kilometer

## Athleten nach Sportarten

### Boxen
Jungen
- Ytalo Perea
Halbschwergewicht: 4. Platz

### Gewichtheben
| Mädchen - Verónica Haro Mittelgewicht: 4. Platz | Jungen - René Pizango Federgewicht: 6. Platz |

### Leichtathletik
| Mädchen - Ana Bustos 5 km Gehen: 9. Platz | Jungen - Óscar Villavicencio 10 km Gehen: Silber |

### Ringen
Jungen
- Henry Pilay
Griechisch-römisch bis 42 kg: 6. Platz
- Johnny Pilay
Freistil bis 63 kg: wegen Dopings disqualifiziert´

### Schwimmen
| Mädchen - Diana Chang 50 m Freistil: 26. Platz 100 m Freistil: 26. Platz 200 m Freistil: 19. Platz | Jungen - Jorge Masson 200 m Freistil: 37. Platz 400 m Freistil: 23. Platz |

### Tennis
Jungen
- Diego Acosta
Einzel: 19. Platz
Doppel: Viertelfinale
- Roberto Quiroz
Einzel: 25. Platz
Doppel: Viertelfinale

### Tischtennis
Jungen
- Rodrigo Tapia
Einzel: 25. Platz
Mixed: 25. Platz (mit Adielle Roshuevel  Guyana)

### Triathlon
| Mädchen - Jessica Piedra Einzel: 20. Platz Mixed: 11. Platz (im Team Amerika 3) | Jungen - Juan José Andrade Einzel: 11. Platz Mixed: 5. Platz (im Team Amerika 2) |